# 阮復與
阮復與（14世紀—15世紀），字思廉，福建福州府羅源縣西隅人，明朝政治人物。

## 生平
阮復與是洪武二十六年（1393年）癸酉科應天鄉試舉人，授肇慶府經歷，陞廣東市舶司提舉，當時爪哇國經海路進貢，進貢船在瓊州府抱虎浦石欄內破沉，他帶領漁船百餘艘沿海撈取，並誠心向天祈禱，十多天後進貢船擱在石上，撈出檢視後發現不失一物，於是寫下《海神還金歌》記錄此事。

## 引用
1. 1 2  民國《連江縣志·卷二十三·列傳》：阮復與，字思廉，西隅人，舉人，授廣東肇慶府經歷，擢本地市舶司提舉，時爪哇國進貢，舟至瓊州抱虎浦石欄內破沉，公率漁舟百餘沿海撈取，公默誠祝天，越十餘日舟擱于石，撈出檢視不失一物，作《海神還金歌》以紀其事。
2. ↑  康熙《羅源縣志·卷六·選舉》：舉人……明……阮復與 西隅人，洪武癸酉應天中式，本郡提舉